# Deutsches Polo-Championat
Das Deutsche Polo-Championat war ein Vorläufer der heutigen Deutschen Meisterschaften im Polo. Es fand unter Federführung des Verbandes Deutscher Polo-Clubs statt, zu dem sich Ende 1927 oder Anfang 1928 Clubs aus Berlin, Bremen, Frankfurt, Hamburg und Köln zusammengeschlossen hatten. Bis auf den Hamburger Polo Club überstand keiner der Vereine die Weltwirtschaftskrise. So fiel das für 1931 geplante Championat aus und fand danach nicht mehr statt.

## Die Championate
| Nr. | Jahr | Ort    | Sieger                | Ergebnis | Zweitplatzierter      | Drittplatzierter      |
| --- | ---- | ------ | --------------------- | -------- | --------------------- | --------------------- |
| I   | 1928 | Bremen | Hamburger Polo Club   | 7 : 5    | Bremer Polo-Club      | Frankfurter Polo Club |
| II  | 1929 | Köln   | Hamburger Polo Club   | 7 : 1    | Frankfurter Polo Club | –                     |
| III | 1930 | Köln   | Frankfurter Polo Club | 8 : 5    | Hamburger Polo Club   | –                     |